# Aleksi Briclot
 (janvier 2019).
 (janvier 2019).
Aleksi Briclot est un illustrateur et auteur de bande dessinée français né le 19 avril 1978.

## Biographie
Œuvrant dans le domaine de la fantasy et de la science-fiction, Aleksi Briclot travaille essentiellement en DAO. Variant ses activités, il alterne créations graphiques pour le monde du jeu vidéo, l'illustration et la bande-dessinée. Selon le magazine Imaginefix consacré à l'art fantastique numérique, il fait partie des « cent meilleurs artistes internationaux ».
Designer et directeur artistique dans le monde du jeu vidéo, Aleksi Briclot travaille sur Égypte 2, Cold Fear, Splinter Cell : Double Agent, Haze…
En 2008, il cofonde le studio de développement de jeux vidéo Dontnod Entertainment, au sein duquel il assure la direction artistique du premier jeu du studio : Remember Me, publié par Capcom en juin 2013.
Comme illustrateur, il réalise de nombreuses couvertures de comics (Dark Horse, Marvel), de magazines, livres et romans (Éditions Bragelonne, Calmann Lévy), des illustrations pour des jeux de rôles (COPS, Mage), des jeux de cartes (World of Warcraft TCG), des packagings (Horroclix), des films (Hulk 2). Il est notamment l'un des artistes principaux du jeu Magic : The Gathering produit par Wizards of the Coast pour lequel il signe les designs des Arpenteurs. Toujours pour Wizards, il peint les premiers visuels du jeu de figurines Dreamblade.
Concernant la bande dessinée, sa première production est l'adaptation en comics du jeu vidéo Alone in the dark 4, puis, plus tard, l'album Spawn : Simony, meilleure vente d'album relié le mois de sa sortie sur le continent américain, en mai 2004. Côté BD franco-belge, il collabore avec les Éditions Soleil (Légendes de la Table Ronde) et signe un graphic novel pour Todd McFarlane Productions, sorti aux États-Unis en mars 2011 : Spawn : Architects of Fear.
En 2009, il coécrit un album d'illustrations sur Merlin, magicien mythique, et sort une anthologie de son travail (accompagnée d'un DVD tutoriel), intitulée Worlds & Wonders en 2010.
Aleksi Briclot est formateur et instructeur aux workshops internationaux (Prague, Montréal, San Francisco, Seattle, Dallas, Berlin) organisés par ConceptArt, Massive Black, Made (studio SixMoreVodka) ou encore CFSL, et intervient ponctuellement auprès d'étudiants (École Pivaut, IIM Léonard de Vinci…). Il prend régulièrement part aux événements internationaux Magic (Paris, New-York, Shizuoka au Japon).
Il participe depuis ses débuts au projet Café Salé, qui a donné naissance aux éditions CFSL Ink.
Depuis 2010, Aleksi Briclot fait partie des concept-artists de Marvel Comics,,,. 

## Expositions
- « 50 ans de l'École Polytechnique Fédérale de Lausanne » - exposition les 14 et 15 septembre 2019[6]
- « L'Art des super-héros Marvel », exposition à Art ludique - Le Musée (Paris), du 22 mars au 31 août 2014
- « Remember me », invité d'honneur au Comic'Con (Paris), du 5 au 7 juillet 2013
- « Genèse : des croquis à l’œuvre, Aleksi Briclot », sous la dir. de Gilles Francescano à la Maison d'Ailleurs (Yverdon-les-Bains, en Suisse) du 3 mars 2013 au 25 août 2013
- « Rêves de Monuments », exposition organisée par la Réunion des Musées Nationaux à la Conciergerie (Paris), du 22 novembre 2012 au 24 février 2013
- « Arthur », à la Maison de la Bretagne (Paris), du 31 août au 24 septembre 2010
- « Worlds & Wonders », exposition de tirages du beau livre Worlds & Wonders
  - au restaurant Anka.ma (Roubaix), du 7 décembre 2009 au 8 janvier 2010
  - aux Furieux (Paris), du 4 novembre au 5 décembre 2009
- « Merlin », exposition d'œuvres originales issue du beau livre Merlin
  - aux Furieux (Paris), du 3 au 30 septembre 2009
  - lors des Rencontres de l'Imaginaire, festival de l'illustration des mondes légendaires, au château de Comper-en-Brocéliande (56), du 31 juillet au 31 août 2009

## Publications

### Artbooket album d'illustrations
- Worlds and wonders, maison d'édition CFSL INK  (ISBN 9782359470093)[7]
- The Art of Remember Me (livre en anglais), Dark Horse, 2013
- Genèse : des croquis à l'œuvre  (catalogue d'exposition), Maison d'ailleurs, 2013
- Spectrum, the Best in contemporary fantastic Art, (en anglais) Underwood Books
  - Spectrum no 20, 2013
  - Spectrum no 19, 2012
  - Spectrum no 18, 2011
  - Spectrum no 17, 2010
  - Spectrum no 16, 2009
  - Spectrum no 15, 2008
  - Spectrum no 14, 2007
  - Spectrum no 10, 2003
- Exposé 10, finest digital art in the known universe, (livre en anglais), Ballistic Publishing, 2012
- The Art of Blizzard Entertainment, Nick Carpenter, (en anglais) Insight Editions, 2012, (en français) Tout l'art de Blizzard, Huginn Muninn éditions, 2013
- Worlds and Wonders (en français et en anglais), CFSL Ink, 2010
- Techniques d'illustration numérique avec Aleksi Briclot (DVD, 133 min), CFSL Process 01, 2010
- Café salé, Artbook cfsl.net, Ankama éditions
  - Volume 4, 2010
  - Volume 3, 2009
  - Volume 2, 2008
  - Volume 1, 2007
- Merlin, scénario Jean-Luc Istin, dessin Aleksi Briclot et Jean-Sébastien Rossbach, Soleil Productions, 2009
- L'univers des dragons, tome 2 : Deuxième souffle, édition Daniel Maghen, 2008

### Bande dessinée et comic book
- Spawn : Architects of Fear, scénario Todd McFarlane et Arthur Clare, dessin Aleksi Briclot, (en anglais) Image Comics 2011 ; Spawn : Les Architectes de la peur, (en français) Delcourt, 2011[8]
- Les Légendes de la Table Ronde, scénario Ronan Le Breton, dessin Angel Bautista, Bena, Aleksi Briclot, Nicolas Demare, Sébastien Grenier, John Mac Cambridge, Cristian Pacurariu, Soleil Productions
  - tome 1 : Premières prouesses (Gauvain et le Chevalier vert), 2005
  - tome 2 : Le Cerf blanc (La Chasse au Cerf blanc et La Couronne du Dieu Cerf), 2006
- Spawn : Simony, scénario Alex Nikolavitch, Semic, 2004
- Deep inside Punish Yourself (ce comic a pour personnages principaux les membres du groupe toulousain Punish Yourself), scénario Coralie Trinh Thi, dessin Aleksi Briclot, Isha, Denis Grrr, éditions K-inite, 2004
- Alone in the Dark (adaptation en  comics du jeu vidéo Alone in the Dark 4), scénario Randy et Jean-Marc Lofficier, dessin Aleksi Briclot et Matt Haley, Semic Comics, 2001

### Couverture de bande dessinée, comics et roman
- Judge Dredd (comics), intégrale 4, scénario John Wagner, Alan Grant et Kelvin Gosnell, dessin Brian Bolland, Ron Smith, Mike McMahon, Ian Gibson, Steve Dillon et Brett Ewins, Soleil Productions 2013
- Magic : The Gathering (comics), tome 1, scénario Matt Forbeck, dessin Martin Coccolo, (en anglais) Dark Horse Comics, 2012, (en français) La sorcière d'Innistrad, Panini Comics, 2013
- Annihilation: Conquest, (comics), (en anglais) Marvel 2007-2008 et (en français) Marvel Deluxe :
  - Tome 1 : Destinée, 2012
  - Tome 2 : Spectre, 2013
- Maskemane (BD), tomes 1 à 8, scénario Tot, dessin XZF, Ankama 2011-2012
- Conan, Road of Kings (comics), (en anglais), Dark Horse Comics
  - tome 12, scénario Roy Thomas, dessin Mike Hawthorne et John Lucas, janvier 2012
  - tome 11, scénario Roy Thomas, dessin Mike Hawthorne et John Lucas, décembre 2011
  - tome 10, scénario Roy Thomas, dessin Dan Panosian, novembre 2011
  - tome 9, scénario Roy Thomas, dessin Dan Panosian, octobre 2011
  - tome 8, scénario Roy Thomas, dessin Mike Hawthorne et John Lucas, septembre 2011
  - tome 7, scénario Roy Thomas, dessin Mike Hawthorne et John Lucas, août 2011
- The Thanos Imperative (comics), tomes 1 à 6, scénario Dan Abnett et Andy Lanning, dessin Brad Walker et Andrew Hennessy (tome 1) et Miguel Sepulveda (tomes 2 à 6), (en anglais) Marvel Comics 2010
- War of Kings (visuels pour les comics), 6 numéros, Marvel, 2009
- The New Avengers (comics), (en anglais) Marvel Comics
  - #47, Secret Invasion, part 8 : scénario Brian Michael Bendis, dessin Billy Tan, 2009
  - #46, Secret Invasion, part 7 : scénario Brian Michael Bendis, dessin Billy Tan, 2008
  - #45, Secret Invasion, part 6 : scénario Brian Michael Bendis, dessin Jim Cheung, 2008
  - #44, Secret Invasion, part 5 : scénario Brian Michael Bendis, dessin Billy Tan, 2008
  - #43, Secret Invasion, part 4 : scénario Brian Michael Bendis, dessin Billy Tan, 2008
  - #42, Secret Invasion, part 3 : scénario Brian Michael Bendis, dessin Jim Cheung, 2008
  - #41, Secret Invasion, part 2 : scénario Brian Michael Bendis, dessin Billy Tan, 2008
  - #40, Secret Invasion, part 1 : scénario Brian Michael Bendis, dessin Jim Cheung, 2008
- Les Pouvoirs perdus (roman), tome 2 : La Faille entre les mondes, Marion Zimmer Bradley et Holly Lisle, Pocket 2007
- Les Légendes de la Table Ronde (BD), tomes 1 à 3, scénario Ronan Le Breton, dessin Angel Bautista, Bena, Aleksi Briclot, Nicolas Demare, Sébastien Grenier, John Mac Cambridge, Cristian Pacurariu, Soleil Productions, 2005-2007
- Le Livre des contes perdus, J. R. R. Tolkien, Pocket 2006
- Hellgate : London (mini-série comics inspirée du jeu vidéo éponyme), tomes 0 à 3, scénario Ian Edginton, dessin Steve Pugh, (en anglais) Darkhorse 2006
- Le Livre des mots (roman), J. V. Jones, Calmann-Lévy Fantasy
  - tome 1 : L'Enfant de la Prophétie, 2005
  - tome 2 : Le temps des Trahisons, 2006
  - tome 3 : Frères d'ombre et de lumière, 2007
- RougeRobe (roman), Jon Courtenay Grimwood, Bragelonne 2004
- The French Crow #2 (comics), scénario Christophe Hénin et David Cohen, dessin Aleksi Briclot, Editions Réflexions, 2004
- Hulk 2, ainsi que des illustrations liées au film, Marvel

## Ludographie

### Jeu vidéo
- Remember Me (jeu PC, Playstation 3, Xbox 360), designer et directeur artistique, développeur Dontnod Entertainment, éditeur Capcom, 2013
- Magic: The Gathering - Duels of the Planeswalkers 2014 (jeu de cartes sur PC en ligne), illustrations, développeur et éditeur Wizards of the Coast, 2013
- Neverwinter (jeu PC en ligne), illustrations, développeur Cryptic studios, éditeur Perfect World Entertainment, 2013
- Marvel : War of Heroes (jeu de cartes officiel pour mobile), illustrations, Mobage Inc. 2013
- Legend of the Cryptids (jeu pour mobile), illustrations, Applibot Inc. 2013
- Might and Magic: Duel of Champions (jeu de cartes sur PC en ligne), illustrations, développeur et éditeur Ubisoft, 2012
- Haze (jeu Playstation 3), designer et directeur artistique, développeur Free radical design, éditeur Ubisoft, 2008
- Dungeon Runners (jeu PC), designer et directeur artistique, développeur et éditeur NCsoft, 2007
- Splinter Cell : Double Agent (jeu PC, Playstation 3, Xbox 360), designer et directeur artistique, développeur et éditeur Ubisoft, 2007
- Playmag (magazine), illustrations de couverture, 2005
- Cold Fear (jeu PC, Playstation 2, Xbox), designer et directeur artistique, développeur Darkworks, éditeur Ubisoft, 2005
- Égypte II : La Prophétie d'Héliopolis (jeu PC), designer et directeur artistique, développeur et éditeur Cryo Interactive, 2000
- Life Is Strange (jeu PC, PlayStation 3, PlayStation 4, Xbox 360, Xbox One), directeur artistique, développeur Dontnod Entertainment, éditeur Square Enix, 2015

### Jeu de cartes, jeu de plateau et figurine
- Azzar'hi, statue inspirée de la couverture de Worlds & Wonders, Tsume 2013
- Dreamblade, visuels pour le jeu de figurines Wizards of the Coast, 2006-2007
- HorrorClix, visuels pour le jeu de figurines à collectionner, Wizkids
  - Freakshow, 2007
  - Set de base, 2006
- World of Warcraft, illustrations pour le jeu de cartes à collectionner issu du jeu en ligne
- Magic : The Gathering, illustrations de cartes, packaging et visuels de communication, (design des Arpenteurs, styleguide Return to Ravnica), Wizards of the Coast, 2003-2014
  - Core set, 2014
  - From the Vault : Twenty, 2013
  - Theros block, 2013
  - Core set, 2013
  - Return to Ravnica block, 2012-2013
  - Planechase, 2012
  - Core set, 2012
  - Commander, 2011
  - Core set, 2011
  - Scars of Mirrodin block, 2010-2011
  - Core set, 2010
  - Zendikar block, 2009-2010
  - Shards of Alara block, 2008-2009
  - Lorwyn-Shadowmoor block, 2007-2008
  - Tenth edition core set, 2007
  - Time Spiral block, 2006-2007
  - Ravnica block, 2005-2006
  - Kamigawa block, 2004-2005
- Zombies, la blonde, la brute et le truand, illustrations pour le jeu de société de Nicolas Normandon, Asmodée 2007

### Jeu de rôles
- Mage, jeu de rôle
  - Translation guide, supplément de règles (en anglais), Onyx Path Publishing 2013
- Post-Mortem, jeu de rôle
  - Chaos Cola Company, scénario/campagne, Oriflam 2011
  - Colt Town, supplément de règles et de contexte, Oriflam 2005
  - Asylum, supplément de contexte, Oriflam 2004
  - Camp Golgotha, supplément de règles et de contexte, Oriflam 2004
  - Brain/waste, supplément de règles et de contexte, Oriflam 2004
- C.O.P.S, jeu de rôle
  - Les Affranchis, supplément de règles et de contexte, Asmodée 2003
  - Lignes blanches, supplément de règles et de contexte, Asmodée 2003 et Oriflam 2011
  - Amitiés de Los Angeles, supplément de contexte, Asmodée 2003 et Oriflam 2010
  - Écran du maître de jeu, Asmodée 2003 et Oriflam 2010
  - C.O.P.S., livre de base, Asmodée 2003 et Oriflam 2010
- Vampire : le Requiem, jeu de rôle
  - Invite only, supplément de règles et de contexte (en anglais), White Wolf 2010
  - Lignées : les Occultes, catalogue, Hexagonal 2008 et (Bloodlines : The Hidden en anglais) White Wolf 2005
  - Ordo Dracul, supplément de règles et de contexte, (en anglais) White Wolf 2005
  - Goules, supplément de règles et de contexte, Hexagonal 2006 et (Ghouls en anglais) White Wolf 2005
  - Nomads, supplément de règles et de contexte (en anglais), White Wolf 2004
- Qin, jeu de rôle
  - Shaolin et Wudang, supplément de règles et de contexte, 7e Cercle 2008
  - Qin, livre de base, 7e Cercle 2005 et (en anglais) Cubicle 2006 et (en italien) Asterion Press 2010
- Cendres
  - Frontière, supplément de règles et de contexte, Éditions du Matagot 2005
  - Cendres, livre de base et écran du maître de jeu, Pandora Créations 2002
- Vermine
  - Vermine, livre de base, 7e Cercle, 2004
- D20 - Archipels
  - La Quête des Arkonautes, scénario/campagne, Oriflam 2003
- Les Métabarons, jeu de rôle
  - L'Ekonomat, supplément de contexte, Yéti Entertainment, 2002
  - Univers, supplément de contexte, Les Humanoïdes associés, 2001
  - Les Codes d'honneur, supplément de règles, Yéti Entertainment, 2001
  - Les Maganats, supplément de contexte, Yéti Entertainment, 2001
  - Écran du maître de jeu, Yéti Entertainment, 2001
- Prophecy, jeu de rôle
  - Les Compagnons de Khy, supplément de règles et de contexte, Halloween Concept 2001
  - Les Orphelins de Szyl, supplément de règles et de contexte, Halloween Concept 2001
  - Les Forges de Kezyr, supplément de règles et de contexte, Halloween Concept 2000
  - Les Grands Dragons, supplément de règles et de contexte, Halloween Concept 2000
  - Les Ecailles de Brorne, supplément de règles et de contexte, Halloween Concept 2000
  - Les Enfants de Heyra, supplément de règles et de contexte, Halloween Concept 2000
  - Les Voiles de Nenya, supplément de règles et de contexte, Halloween Concept 2000
  - Les Foudres de Kroryn, supplément de règles et de contexte, Halloween Concept 2000
  - Prophecy, livre de base, Halloween Concept 2000 et Darwin Projet 2002
- Prophecy : Oracles, jeu de rôle
  - Gravées dans l'écaille, supplément de règles et de contexte, Darwin Project 2003
- Nephilim : Révélation, jeu de rôle
  - Nephilim, livre de base et écran du maître de jeu, Multisim 2001
- Dark Earth : Ere du contact, jeu de rôle
  - Les Eclaireurs de Gaïa, scénario/campagne, Multisim 2001
- Agone, jeu de rôle
  - Agone, livre de base, Multisim 2001
  - Le Monarque des Jonquilles, scénario/campagne, Multisim 2000
  - Abyme, supplément de règles et de contexte, Multisim 2000
- Elric, jeu de rôle
  - Crises Vilmiriennes, scénario/campagne, Oriflam 2000
- Feng Shui, jeu de rôle
  - La nouvelle Chair, supplément de contexte, Oriflam 2000
  - Retour en grâce, supplément de règles, Oriflam, 2000
  - Écran du maître de jeu, Oriflam 2000
  - Feng Shui, livre de base, Oriflam 1999
- Polaris, jeu de rôle
  - Ligue rouge, supplément de règles et de contexte, Darwin Project 2001
  - Hégémonie, supplément de règles et de contexte, Halloween Concept, 1998

## Récompenses
- Master Award (catégorie comics/manga) dans l'anthologie d'art digital Exposé 10 (Ballistic Publishing), 2012
- Master Award (catégorie fantasy) dans l'anthologie d'art digital Exposé 6 (Ballistic Publishing), 2012
- Prix W. Siudmak du graphisme pour l'ouvrage Worlds and Wonders, Grand Prix de l'Imaginaire 2011
- Silver Award (catégorie comics) dans l’anthologie fantastique Spectrum 16 pour Annihilation : Conquest, 2009
- Ennie Silver Award (catégorie "Best interior Art") pour le jeu Qin, the Warring States, réédité en anglais par Cubicle 7, 2007
- Prix Art & Fact (illustration), Festival Utopiales 2005
- Prix au 3e Thunderdome Concept Art Contest et apparition sur le site officiel du film Terminator 3 pour l'illustration Terminator : Seek and destroy